# Poros (pietra)
Il poros (in greco πῶρος, in latino porus) è una pietra calcarea sedimentaria, porosa e tenera, utilizzata nell'antica Grecia, in architettura e scultura arcaica. Spesso era rivestita con stucco, per motivi di  estetica e di protezione dall'erosione degli agenti atmosferici.
Il nome ci è stato tramandato dalle fonti scritte e da iscrizioni.
In architettura venne utilizzato per i più antichi templi in pietra (a partire dal VII secolo a.C.). Fu utilizzato anche dopo l'età arcaica, spesso in quest'epoca associato al marmo per ottenere effetti di contrasto cromatico.

## Varietà
A seconda delle cave di estrazione della località sono utilizzate diverse varietà:
- Poros da Egina (lìthos aiginàios): tenero di colore giallastro
- Poros dell'Attica e dell'Elide: meno morbido e di colore giallastro
- Poros di Corinto e Sicione: duro e di colore grigio e rossastro